# Distretto di Keszthely
Il distretto di Keszthely (in ungherese Keszthelyi járás) è un distretto dell'Ungheria, situato nella provincia di Zala.